# Associazione Calcio Treviso 1936-1937
Questa voce raccoglie le informazioni riguardanti l'Associazione Calcio Treviso nelle competizioni ufficiali della stagione 1936-1937.

## Stagione
Nella stagione 1936-1937 l'allenatore diventa un altro straniero, l'ungherese Emerich Hermann, ed è di nuovo una stagione al vertice conclusa con un secondo posto finale. Si classifica a 7 punti dal Padova promosso in Serie B, che il Treviso riesce a battere nel confronto del Tenni per 2-1, con reti di Visentin III e Cozzarin (capocannoniere con 9 gol), quest'ultimo gol a 5 minuti dalla fine.
Continua la maledizione della Coppa Italia, dove il Treviso viene eliminato dalla Marzotto Valdagno, che batte il Treviso in trasferta per 2-1.

## Rosa
| N. |                   | Ruolo | Calciatore          |
| -- | ----------------- | ----- | ------------------- |
|    | Italia (bandiera) | D     | Dino Barluzzi       |
|    | Italia (bandiera) | A     | Artemio Berro       |
|    | Italia (bandiera) | A     | Bruno Bozzolo       |
|    | Italia (bandiera) | C     | Bruno Chiara        |
|    | Italia (bandiera) | D     | Oreste Chinol       |
|    | Italia (bandiera) | C     | Ferdinando Cozzarin |
|    | Italia (bandiera) | P     | Gino De Biasi       |
|    | Italia (bandiera) | A     | Vittorino Galeotti  |
|    | Italia (bandiera) |       | Franco Gallas       |
|    | Italia (bandiera) | D     | Angelo Greatti      |

| N. |                   | Ruolo | Calciatore       |
| -- | ----------------- | ----- | ---------------- |
|    | Italia (bandiera) |       | Guido Guerresco  |
|    | Italia (bandiera) | C     | Girolamo Lovato  |
|    | Italia (bandiera) | C     | Carlo Marcuzzo   |
|    | Italia (bandiera) | D     | Lorenzo Moretto  |
|    | Italia (bandiera) | D     | Carlo Pedretti   |
|    | Italia (bandiera) |       | Gino Petrin      |
|    | Italia (bandiera) | A     | Giovanni Pollini |
|    | Italia (bandiera) | A     | Umberto Visentin |
|    | Italia (bandiera) |       | Dino Zardetto    |

## Statistiche di squadra
| Competizione | Punti | In casa | In casa | In casa | In casa | In casa | In casa | In trasferta | In trasferta | In trasferta | In trasferta | In trasferta | In trasferta | Totale | Totale | Totale | Totale | Totale | Totale | DR |
| Competizione | Punti | G       | V       | N       | P       | Gf      | Gs      | G            | V            | N            | P            | Gf           | Gs           | G      | V      | N      | P      | Gf     | Gs     | DR |
| ------------ | ----- | ------- | ------- | ------- | ------- | ------- | ------- | ------------ | ------------ | ------------ | ------------ | ------------ | ------------ | ------ | ------ | ------ | ------ | ------ | ------ | -- |
| Serie C      | 33    | ?       | ?       | ?       | ?       | ?       | ?       | ?            | ?            | ?            | ?            | ?            | ?            | 26     | 13     | 7      | 6      | 37     | 29     | +8 |
| Coppa Italia |       | 1       | 0       | 0       | 1       | 1       | 2       | 0            | 0            | 0            | 0            | 0            | 0            | 1      | 0      | 0      | 1      | 1      | 2      | -1 |
| Totale       |       | ?       | ?       | ?       | ?       | ?       | ?       | ?            | ?            | ?            | ?            | ?            | ?            | 27     | 13     | 7      | 7      | 38     | 31     | +7 |